# 高木淳也
高木 淳也（たかき じゅんや、1965年〈昭和40年〉7月15日 - ）は、日本の俳優・歌手・ジャーナリスト・映画監督・運動脳科学研究者・元政治家である。福岡県出身。身長170cm、血液型B型。
MOVIE AGENT USA所属。本名同じ。
千葉真一が主宰するジャパンアクションクラブ（JAC、現在のジャパンアクションエンタープライズ・JAE）出身のアクション俳優。真田広之、黒崎輝と共に活躍した初代JAC御三家の一人。
2013年、アメリカ合衆国ハワイ州ホノルル市より武術（martial arts）のスペシャリストとして招聘され渡米。
2013年10月、アメリカ合衆国ハワイ州ホノルル市郡功績賞を受賞。
2021年7月、北九州学術研究都市に北九州学研都市・運動脳科学研究所を開設し所長に就任。
2024年7月、大規模国際学会『NEURO2024』において、運動脳科学研究分野である『空手技実施時の脳血流量変化』についてのポスター発表を行う。
現在、アメリカと日本のデュアルライフを送っている。

## 経歴
1969年、将来は警察官になりたいとして4歳で空手を始め、中学生時代に極真空手福岡道場分支部指導員を務める。足を痛めたために警察官になるのを断念して1981年、千葉真一が主催するジャパンアクションクラブ（JAC）に入団。1982年、16歳でJAC空手部門コーチに就任。
1983年、17歳で全国放送TVドラマ『魔拳!カンフーチェン』で主演を務め、メジャーデビュー。これは、度々ジャッキー・チェンの作品を意識してテレビ局が制作されたと伝えられているが、讀賣テレビ放送（日本テレビ系列）制作サイドは、1982年に大ヒットしたリー・リンチェイ（現ジェット・リー）主演映画『少林寺』がモチーフとなっているとコメントを残している。
1983年、映画『伊賀野カバ丸』で、黒崎輝、真田広之と共に主演を務め、ダイビングを始めとする大掛かりなアクションを成功させる。主題歌『青春まるかじり』は黒崎輝を中心に協力という形で3人で歌い、全国ツアーを成功させた。
ツアーの最中に讀賣テレビ放送(日本テレビ系列)TVドラマ『青春はみだし刑事』がスタート。『魔拳!カンフーチェン』とは全く異なったキャラクターを演じ、歩道橋から走行する軽トラック荷台へのダイビング等、アクションは過激さを増す。
1984年、19歳でJACを退団後、単身渡米してハリウッドでプロモーションを展開。海外主演映画第一弾として『忍者&ドラゴン』に出演。ジャッキー・チェンを始めとするアジアのアクションスター達との交流を広めた。撮影中に右足副側靭帯切断、膝蓋骨骨折と言う大怪我をするが撮影を最後まで続行している。現在『忍者&ドラゴン』は、アメリカの配給会社が配給権を獲得し、アメリカ、ヨーロッパを中心にDVD販売、衛星放送で放映されているが、日本では未公開である。
1988年、オリジナルビデオ映画『バッド・ヒストリー ワルの歴史』にて初監督・脚本・プロデュース・主演を務め、アメリカン・フィルム・マーケットでワールドプレミアを獲得。
1990年、映画『忍者&ドラゴン』撮影中に大怪我した足の古傷が悪化したことで俳優業を一時休業する。休業中、ジャーナリストに転進し、ヤクザ、ストリート・ギャング、マフィア等のアンダーグラウンド関連を専門に雑誌に寄稿する。ドキュメンタリー分野では、単身アメリカに渡り、アメリカ最大のストリート・ギャング「クリップス」、「ブラッズ」のドラッグ戦争の最前線をレポート。米国LAPD－ロサンゼルス市警、米国司法協力作品。
1999年4月、福岡県芦屋町議会議員選挙に自由民主党公認候補として出馬し当選。政治家として活動を行う。在任中、当時最年少（35歳）・最短（1期目）で、副議長に就任。その後、芦屋町長選に立候補するが落選。
2004年、自身の原作作品『龍神 LEGENDARY DRAGON』（週刊実話連載）がVシネマにて製作され、脚本・監督・主演を務め俳優業に復帰した。北野武監督映画『TAKESHIS'』にも出演。
2008年から2009年にかけて、Vシネマ『新まるごし刑事! 鉄拳制裁だ!歌舞伎町!』『新まるごし刑事! チャイルドを救出せよ!』『ニッポン非合法地帯! 悪鬼』『ニッポン非合法地帯! 第二章 悪逆』『ジャングルクロウ 〜捜査特別報奨金稼ぎ〜 サンクションズ＝制裁』を主演・監督を兼任して制作。
2013年、アメリカ合衆国ハワイ州ホノルル市より武術のスペシャリストとして招聘され渡米。10月、アメリカ合衆国ハワイ州ホノルル市郡功績賞を受賞。
2014年、アメリカ合衆国ハワイ州ホノルル市郡政府特別顧問就任。
2015年、政府機関を始め、日本人では始めてUFCジムにてコーチを行い、2019年、ハワイ陸軍国家警備隊米兵コーチを行う。
2021年、国立大学法人九州工業大学と運動脳科学における共同研究を自身が所長を務める北九州学研都市・運動脳科学研究所で開設する。
2024年7月、大規模国際学会『NEURO2024』において、運動脳科学研究分野である『空手技実施時の脳血流量変化』についてのポスター発表を行う。

## 行政裁判
2011年4月、市民団体行政問題NGO代表として芦屋町政治倫理条例違反、森林法における保安林払い下げ適正管理、天下り先として揶揄される法人に関する随意契約、地方自治法241条2項における基金運用等、多岐項目に渡り情報公開開示請求を行った。
2011年8月1日、「芦屋町ホームページ作成委託業務契約」における情報公開非開示決定に対し、違法として本人訴訟(高木淳也原告)で、芦屋町(町長波多野茂丸)を提訴し、弁護士を立てずに法廷に立った。

## 復興支援と青少年育成活動
2011年7月、青少年育成団体実戦空手息吹之會（最高顧問・麻生太郎、会長・高木淳也）が、東日本大震災復興支援「ガンバレ！ニッポン！復興支援プロジェクト」をスタート。
内容は、資源物回収（空き缶、ダンボール、新聞紙、雑誌、布等）で得た利益を被災地に義援金として寄付する。日本赤十字社を通して5年計画で遂行される。
また、ペットボトルのキャップは「ポリオワクチン」や『JCV（世界の子どもにワクチンを日本委員会）』へ寄付され、放射性物質の除染支援も行うと公表。あわせて福岡県が行うリサイクル推進活動にも参加を表明。
2009年10月1日、福岡県青少年アンビシャス運動感謝状受賞。
2012年7月31日、日本赤十字社銀色有功章受章。
2013年11月25日、日本赤十字社金色有功章受章。
2015年3月6日、第12回福岡県青少年アンビシャス運動表彰団体。
2021年6月、外務省『JAPAN SDGs Action Platform』SDGs貢献にコミットする登録団体。 
2021年11月、東京2020オリンピック・パラリンピック競技大会組織委員会感謝状授与。
2021年11月、北九州SDGs登録事業者（第1次）登録団体。
2023年1月、福岡県SDGs登録事業者（第1次）登録団体。

## 出演作品

### テレビ
- 魔拳!カンフーチェン（1983年1月22日～） - チェン(功夫)
- 激闘!カンフーチェン（1983年） - チェン(功夫)
- 青春はみだし刑事（1983年10月22日～1984年2月） - 風見隼人
- 人妻捜査官 第6話「疑惑!?ヒロインが血に染まった撮影所」（1984年、朝日放送）
- セーラー服反逆同盟 第15話「プッツン気分! 初恋しちゃった」(1987年、日本テレビ) - 逆刀京二
- おんな風林火山 (1987年、TBS)

### 映画
- 伊賀野カバ丸（1983年8月6日公開、東映映画） - 霧野疾風
- 忍者&ドラゴン（1984年、日本未公開） - 疾風
- 龍神 LEGENDARY DRAGON（2004年、兼監督・製作総指揮・原作・脚本） - 鷹月潤一
- TAKESHIS'（2005年） - 高木

### ミュージカル
- ゆかいな海賊大冒険 JACミュージカル　(1982年8月7日～9月12日)

### ドキュメンタリー
- ドキュメント・九州任侠界 クライシス21（2004年）レポーター/製作総指揮
- ジャパナイズマフィアの真実（2006年）レポーター / 製作総指揮

### オリジナルビデオ
- バッド・ヒストリー ワルの歴史（1988年、兼監督・製作・企画・原案・脚本） - 柳沢 翔
- 実録・東組抗争史 閻魔の微笑（2004年）
- 龍神1,2（2005年、兼製作総指揮・原作・脚本・監督）全2巻 - 主演・関東 東神会幹部 鷹月潤一
- 実録・絶縁状（2005年） - 三代目山王会若頭補佐 武田力也 ※特別出演
- (暴) 組織犯罪対策部捜査四課（2005年）
- 修羅の門（2005年） - 藤堂組若頭 ※特別出演
- 実録・外道の群れ 流血の鎮魂歌（2007年） - 主演・任侠盟友会 柳田組組長　柳田礼一
- ゾク議員（2007年、兼監督・企画・プロデューサー） - 主演・蜂谷省吾
  - ゾク議員（2007年） - 元・暴走族「ゴールドパンサー」初代総長
  - ゾク議員2（2007年） - 市議会議員
- 新まるごし刑事!（2008年、2009年、兼監督・企画・プロデューサー・脚本・音楽） - 主演・丸越和人(刑事)
  - 新まるごし刑事! 鉄拳制裁だ!歌舞伎町!（2008年）
  - 新まるごし刑事! チャイルドを救出せよ!（2009年）
- ニッポン非合法地帯!（2009年、兼監督・企画・プロデューサー・脚本・音楽） - 主演
  - ニッポン非合法地帯! 悪鬼（2009年）
  - ニッポン非合法地帯! 第二章 悪逆（2009年）
- ジャングルクロウ! 〜捜査特別報奨金稼ぎ〜 サンクションズ＝制裁（2009年、兼監督・企画・プロデューサー・原作・脚本・音楽） - 主演・クロウ

### アクション・レコーズ
- ダイビング記録30M 映画「伊賀野カバ丸」
- キャノン砲爆破ダイビング 「新まるごし刑事」
- カークラッシュ・ジャンピング・ホップ 「ニッポン非合法地帯」
- ノーマスク・ファイヤーダイビング 映画「ジャングルクロウ」

### ラジオ
- 高木淳也のザ・ミッドナイトメッセージ  (RKB毎日放送　1983年 - 1985年9月 毎週日曜日 24:40～24:50)
- 高木淳也と北原佐和子の真夜中ギンギラ大放送  (生放送・ラジオ関西　1984年 毎週木曜日 24:00～26:00）

## ディスコグラフィ

### シングル
| 発売日        | 面  | タイトル             | 作詞       | 作曲     | 編曲     | 規格 | 規格品番 |
| vap           | vap | vap                  | vap        | vap      | vap      | vap  | vap      |
| ------------- | --- | -------------------- | ---------- | -------- | -------- | ---- | -------- |
| 1983年6月     | A   | カンフーチェン       | 康珍化     | 芹澤廣明 | 芹澤廣明 | EP   | 10093-07 |
| 1983年6月     | B   | 愛の戦士             | 康珍化     | 芹澤廣明 | 芹澤廣明 | EP   | 10093-07 |
| 1983年10月    | A   | 嵐の街ロンリー       | 伊藤アキラ | 芹澤廣明 | 芹澤廣明 | EP   | 10115-07 |
| 1983年10月    | B   | 二年の夕陽           | 伊藤アキラ | 芹澤廣明 | 芹澤廣明 | EP   | 10115-07 |
| 1984年7月21日 | A   | MISTAKEN LOVE        | 秋元康     | 西木栄二 | 入江純   | EP   | 10147-07 |
| 1984年7月21日 | B   | 人魚伝説             | 康珍化     | 芳野藤丸 | 飛澤宏元 | EP   | 10147-07 |
| 1984年4月     | A   | ポセイドン・バラニー | 三浦徳子   | 芳野藤丸 | 芳野藤丸 | EP   | 10139-07 |
| 1984年4月     | B   | 真夏にRun aw         | 三浦徳子   | 芳野藤丸 | 芳野藤丸 | EP   | 10139-07 |
| 1985年5月21日 | A   | 蒼い疾走             | 内藤綾子   | 水谷公生 | 水谷公生 | EP   | 10186-07 |
| 1985年5月21日 | B   | この胸に残して       | 内藤綾子   | 水谷公生 | 水谷公生 | EP   | 10186-07 |

その他
- 青春まるかじり／おもしろYOU感（黒崎輝、真田広之と）

### アルバム
| 発売日    | タイトル        | 規格 | 規格品番 |
| vap       | vap             | vap  | vap      |
| --------- | --------------- | ---- | -------- |
| 1983年    | 青春ワンウェイ  | LP   | 30125-28 |
| 1984年7月 | RIDE ON JUNYA 2 | LP   | 30150-28 |

### タイアップ
| タイトル       | タイトル                                | 収録先                     |
| -------------- | --------------------------------------- | -------------------------- |
| カンフーチェン | TBS系ドラマ「激闘カンフーチェン」主題歌 | シングル「カンフーチェン」 |
| 嵐の街ロンリー | TBS系ドラマ「青春はみだし刑事」主題歌   | シングル「嵐の街ロンリー」 |
| 蒼い疾走       | 映画「忍者&ドラゴン」日本版主題歌       | シングル「蒼い疾走」       |

## 著書
- 撃破!荒ぶるヤンチャモンの美学（2002年8月1日、太田出版） ISBN 978-4872336993